# Hội chứng hậu virus Ebola
Hội chứng hậu virus Ebola (hoặc hội chứng hậu Ebola) là hội chứng hậu virus ảnh hưởng đến những người đã hồi phục sau khi bị nhiễm Ebola. Các triệu chứng bao gồm đau khớp và cơ, các vấn đề về mắt, bao gồm mù lòa, các vấn đề về thần kinh khác nhau và các bệnh khác, đôi khi rất nghiêm trọng khiến người đó không thể làm việc. Mặc dù các triệu chứng tương tự đã được báo cáo sau đợt bùng phát trước đó trong 20 năm qua, các chuyên gia y tế bắt đầu sử dụng thuật ngữ này trong năm 2014 khi đề cập đến hàng loạt triệu chứng tìm thấy ở những người đã hồi phục sau đợt tấn công cấp tính của bệnh Ebola.

## Dấu hiệu và triệu chứng
Các nhà nghiên cứu đã nhận thức được một nhóm các triệu chứng khi thường xuyên theo dõi bệnh virus Ebola trong 20 năm, nhưng nó đã được báo cáo rộng rãi hơn với số lượng lớn những người sống sót của dịch bệnh chết người vào năm 2014. Hội chứng hậu Ebola có thể biểu hiện như đau khớp, đau cơ, đau ngực, mệt mỏi, mất thính giác, rụng tóc, chấm dứt kinh nguyệt và sức khỏe lâu dài kém. Một số người sống sót báo cáo các vấn đề thần kinh bao gồm các vấn đề về trí nhớ và lo lắng. Mất thị lực cũng thường xuyên được báo cáo, cùng với đau mắt, viêm và mờ mắt. Tạp chí Y học New England báo cáo rằng các triệu chứng bao gồm thờ ơ, đau khớp, rụng tóc và mất thị lực, thường đến mức mù gần, và viêm màng bồ đào.